# Heldenalter
Als Heldenalter oder heroisches Zeitalter (engl. heroic age) bezeichnet man eine Periode innerhalb der Geschichte einer Nation oder eines Volksstamms, aus der sich die Sagen oder Mythen des jeweiligen Kollektivs speisen. Diese dienen oft dazu, den angenommenen Ursprung eines solchen Gemeinwesens zu bestimmen und Identifikation zu stiften.

## Das heroische Zeitalter in der Antike
Beispielhaft dafür ist die Ilias Homers, in der die antike griechische Götterwelt thematisiert und ihr Wirken auf das Leben der Menschen geschildert wird. Die dort handelnden Menschen verfügen oft über übernatürliche Kräfte und Fähigkeiten und korrespondieren unmittelbar mit ihren Göttern. Die Ilias diente innerhalb der griechischen Stadtstaaten als identitätsstiftendes Werk und bezog sich auf eine Periode vor der eigentlichen Gründung dieser Gesellschaften.

## Das mittelalterliche Heldenalter
Für die germanische Heldendichtung des Mittelalters kann als Bezugsperiode die sogenannte Völkerwanderungszeit (4. bis 6. Jahrhundert) ausgemacht werden. In diesem Zeitalter spielen alle Geschichten, die man in der älteren germanistischen Literaturwissenschaft als heroische Erzählungen bezeichnete. Erinnerungen an reale historische Ereignisse wurden dabei von den Autoren und Überlieferern des Mittelalters literarisch verarbeitet und mythologisch umgedeutet. Beispielsweise rücken die Handlungen aller Heldensagen aus diesem Heldenalter auf eine Zeitspanne von höchstens drei Generationen zusammen. So werden Siegfried, Etzel (Attila) und Dietrich von Bern in den Sagen und Epen als Zeitgenossen betrachtet. Auch wurden die Sagenstoffe zeitentsprechend aktualisiert und haben aufgrund der Transformation historischer Verhältnisse neue Bestimmungen erhalten: So finden sich beispielsweise im Nibelungenlied auch christliche Elemente. 
Mittelalterliche Heldendichtungen finden sich auch in den Chanson de geste oder dem Cantar de Mio Cid, die ähnlich wie die germanische Heldendichtung in Deutschland in der Neuzeit in Frankreich bzw. Spanien als nationale Gründungserzählungen aufgefasst wurden.